# Parafia św. Andrzeja Apostoła w Choczu
Parafia Świętego Andrzeja Apostoła w Choczu – parafia rzymskokatolicka należąca do dekanatu Czermin diecezji kaliskiej. Parafia liczy 4250 wiernych. 
Do parafii należą następujące miejscowości: Chocz, Józefów, Kuźnia, Kwileń, Niniew, Nowa Kaźmierka, Nowolipsk, Nowy Olesiec, Piła, Stara Kaźmierka, Stary Olesiec.

## Historia
Parafia została utworzona w XIV wieku. Pierwszą świątynią był drewniany kościół pw. św. Wawrzyńca. W 1629 biskup Andrzej Lipski rozpoczął budowę nowej kolegiaty Wniebowzięcia NMP (obecnie pw. Wniebowzięcia Najświętszej Marii Panny i św. Andrzeja Apostoła). W 1819 r. w wyniku reformy diecezji zlikwidowana została kapituła, choć prawdopodobnie istniała jeszcze do 1825 r. W 1822 r. spalił się drewniany kościół św. Wawrzyńca. Nie podjęto prób odbudowy. Kościołem parafialnym została kolegiata. Parafia Chocz należała do dekanatu kaliskiego, z 3450 wiernymi, której właścicielem był (1860) hrabia Atanazy Raczyński, szambelan dworu pruskiego. Kolegiata jest od 1822 siedzibą parafii.
W roku 1864 zniesiono klasztor ojców reformatów. W 1920 r. do klasztoru powracają ojcowie franciszkanie. W latach 1923–1924 i 1926–1929 w Choczu prezesem klasztoru był Sługa Boży o. Euzebiusz Huchracki.
Po wyzwoleniu do Chocza powracają franciszkanie. Krótko po wojnie kościołem parafialnym był kościół klasztorny, ponieważ kolegiacie groziło zawalenie. Powodem było zarysowanie murów. Od 1951 r. proboszczem został ks. Józef Sieradzan, który przeniósł siedzibę parafii z powrotem do kolegiaty. Rozpoczęto też remonty kościoła i plebanii. W 1957 r. franciszkanie opuszczają klasztor, a w 1959 r. do Chocza przybywają siostry pasterki od Opatrzności Bożej.
W roku 2002 Chocz opuszczają siostry pasterki. 1 lipca 2005 r. następuje zmiana administracji kościelnej. Parafię, klasztor i kolegiatę oraz inne dobra kościelne przejmują ponownie franciszkanie. Z powodu bliskości Prosny i podmakania fundamentów kolegiata wymagała zamknięcia, którego powodem była możliwość zawalenia zabytku. W 2012 r. kolegiatę zamknięto, rozpoczął się remont kościoła. W 2014 r. wykonano remont wieży i dachu.
Od 2005, decyzją biskupa kaliskiego Stanisława Napierały, duszpasterstwo prowadzą sprowadzeni ponownie do miejscowego klasztoru pw. św. Michała Archanioła franciszkanie. Zakonnicy należą do śląskiej Prowincji Wniebowzięcia Najświętszej Maryi Panny Zakonu Braci Mniejszych.
W parafii czczony jest obraz Matki Bożej Hetmańskiej bądź Szkaplerznej. Obraz namalowany został przez anonimowego artystę w XVII wieku. Parafia posiada kaplicę filialną w Kuźni. Kaplicę pw. św. Józefa Oblubieńca NMP w Kuźni poświęcił 9 maja 1983 biskup Roman Andrzejewski.

## Duszpasterstwo
W duszpasterstwie parafialnym pracuje dwóch kapłanów zakonnych. Parafia posiada radę duszpasterską oraz radę ekonomiczną. Przy parafii istnieje od 1981 schola młodzieżowa „Vox Dei”, założona przez s. Ludmiłę Annę Myszkę CSDP oraz chór „Canto Domine”, założony w 1956 przez ks. Józefa Sieradzana i organistę Józefa Sosnowskiego.
Parafia wydaje własne czasopismo „Echo”. Przy parafii istnieją, poza zespołami śpiewaczymi następujące, grupy parafialne:
- ministranci
- Żywy Różaniec
- kółko biblijne „Sychar”
- redakcja gazetki parafialnej
- Stowarzyszenie „Ratujemy Naszą Kolegiatę”

## Proboszczowie
- ks. Stanisław Nowak (1975–1993)
- ks. Jerzy Żurawski (1993)
- ks. Andrzej Kuźmiński (1993–2005)
- o. Gwidon Borkiewicz OFM (2005–2013)
- o. Hiob Środowski OFM (2013–2015)
- o. Medard Hajdus OFM (2015–2025)[9]
- o. Dyzma Gul OFM (2025– )[10]